# Chapelle Saint-Michel d'Ingouville
La chapelle Saint-Michel d'Ingouville est un petit édifice de style gothique flamboyant datant du XVe siècle et du début du XVIe siècle. Elle se trouve à Ingouville, au nord du centre-ville du Havre (Seine-Maritime).
Cette chapelle, dédiée à saint Michel, fut autrefois l'église métropole du Havre avec un statut d'église paroissiale, et plusieurs fois menacée de destruction.

## Contexte religieux
Au XIe siècle, le bourg d'Ingouville possède déjà un lieu de culte d'architecture romane, une première mention étant relevée en 1248,.

## Historique

### Église construite à Ingouville devenant l'église métropole du Havre
L'édifice religieux à Ingouville subissant les attaques du temps, le seigneur Jean Mallet de Graville fait construire une église dans le style gothique flamboyant à partir de 1480. Le chantier se termine en 1516, un an avant l'acte de fondation de la ville du Havre. L'église Saint-Michel d'Ingouville devient alors l'église métropole du Havre, et ce jusqu'à la Révolution française, si bien que pendant plus de deux siècles, l'église Saint-François du Havre et la cathédrale Notre-Dame du Havre dépendent d'elle.

### Plusieurs menaces de destruction
L'église Saint-Michel d'Ingouville est pillée par les protestants le 8 mai 1562.
En 1758, lors du bombardement par les Anglais, un dépôt d'armes risque de détruire l'église.
En 1790, les révolutionnaires menacent de détruire l'église, mais finalement il est question de vendre le bâtiment. En 1839, un an après que l'église a perdu son titre d'église paroissiale au profit de l'église Saint-Michel du Havre,, le bâtiment est à nouveau menacé de destruction. Le conseil paroissial demande en effet à la mairie l'autorisation de destruction pour agrandir l'église Saint-Michel du Havre, mais la municipalité refuse.

### Renommage de l'église d'Ingouville puis abandon
En 1838, lorsque l'église Saint-Michel d'Ingouville n'est plus associée à une paroisse, elle est renommée et mise sous le vocable de « chapelle Notre-Dame de Bonsecours », mais les Havrais appellent toujours cette ex-église « Saint-Michel ». Au cours du XIXe siècle, elle tombe à l'abandon et en 1876 elle est encore sous demande de destruction.

### Chapelle réaffectée au culte
L'archevêque de Rouen, le cardinal Henri de Bonnechose, sauve l'édifice, et le 29 septembre 1917 le cardinal Louis-Ernest Dubois (archevêque de Rouen) (ré)affecte le bâtiment au culte.
La chapelle et ses environs sont protégés en tant que site classé et site inscrit par deux arrêtés en 1943. Lors du bombardement du 5 septembre 1944 par les Britanniques, la partie Est de la chapelle est gravement endommagée. La chapelle est entièrement restaurée et le 4 décembre 1949, le député-maire Pierre Courant remet les clés de la chapelle à Monseigneur Joseph-Marie Martin, archevêque de Rouen.

## Extérieur
L'église est entourée d'épais murs, en pierre de taille calcaire et décorée avec du silex, selon la tradition cauchoise. Le mur est soutenu par des contreforts. Le mur méridional est percé de cinq baies vitrées avec meneaux flamboyants, alors que le mur septentrional n'a pas de fenêtre. La façade occidentale n'a rien de particulier ; la façade occidentale est aussi celle du clocher qui se termine par une flèche de charpente, et cette façade possède aussi deux contreforts qui soutiennent la tour. Sur de vieilles photos, on peut apercevoir que la façade occidentale était percée d'un œil-de-bœuf. L'église possède un chevet plat.
Dans le jardin public, devant la chapelle, il y a un buste du père Cochet.

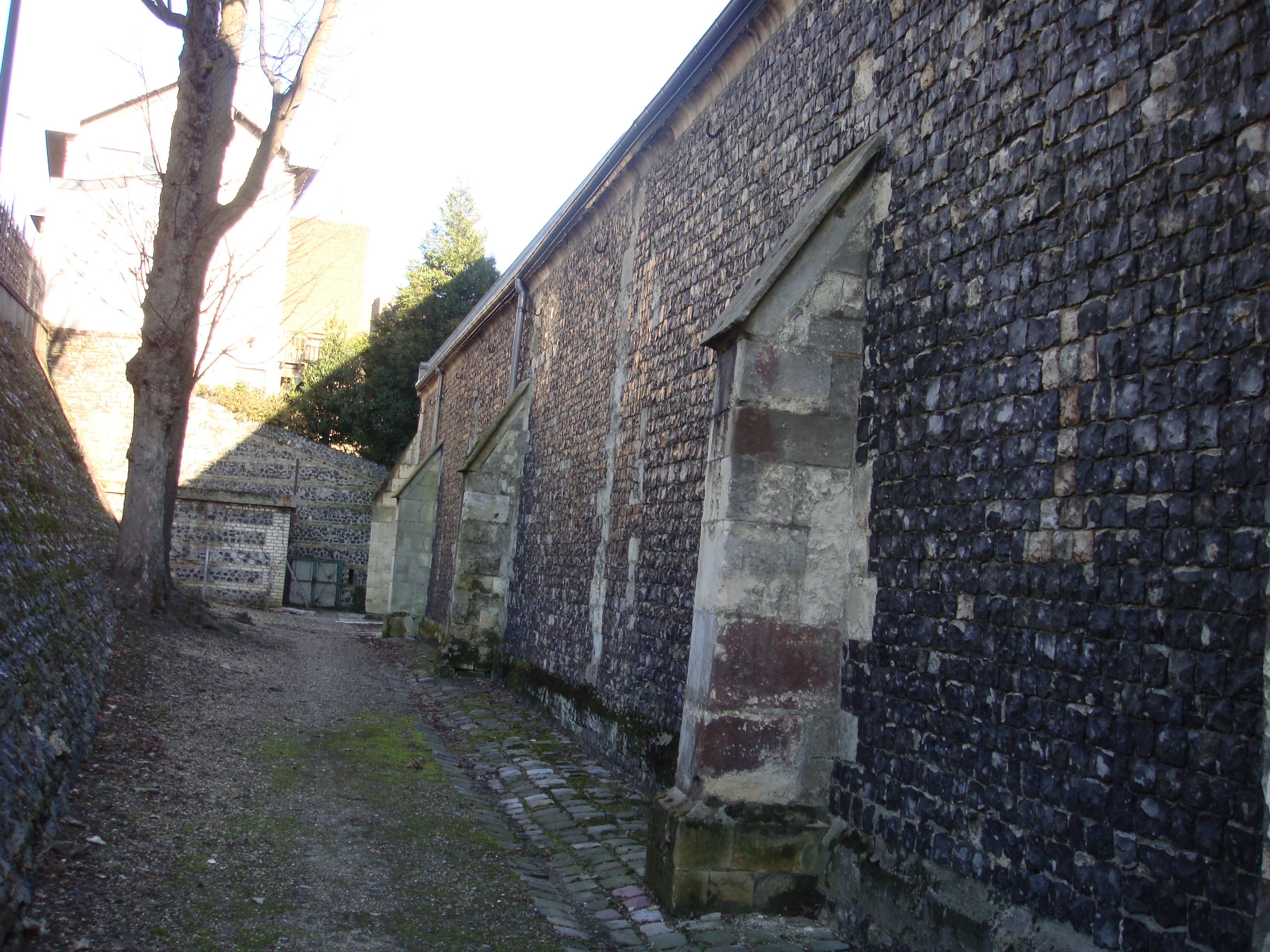
Mur septentrional, sans baies, avec contreforts et orné de silex noirs.
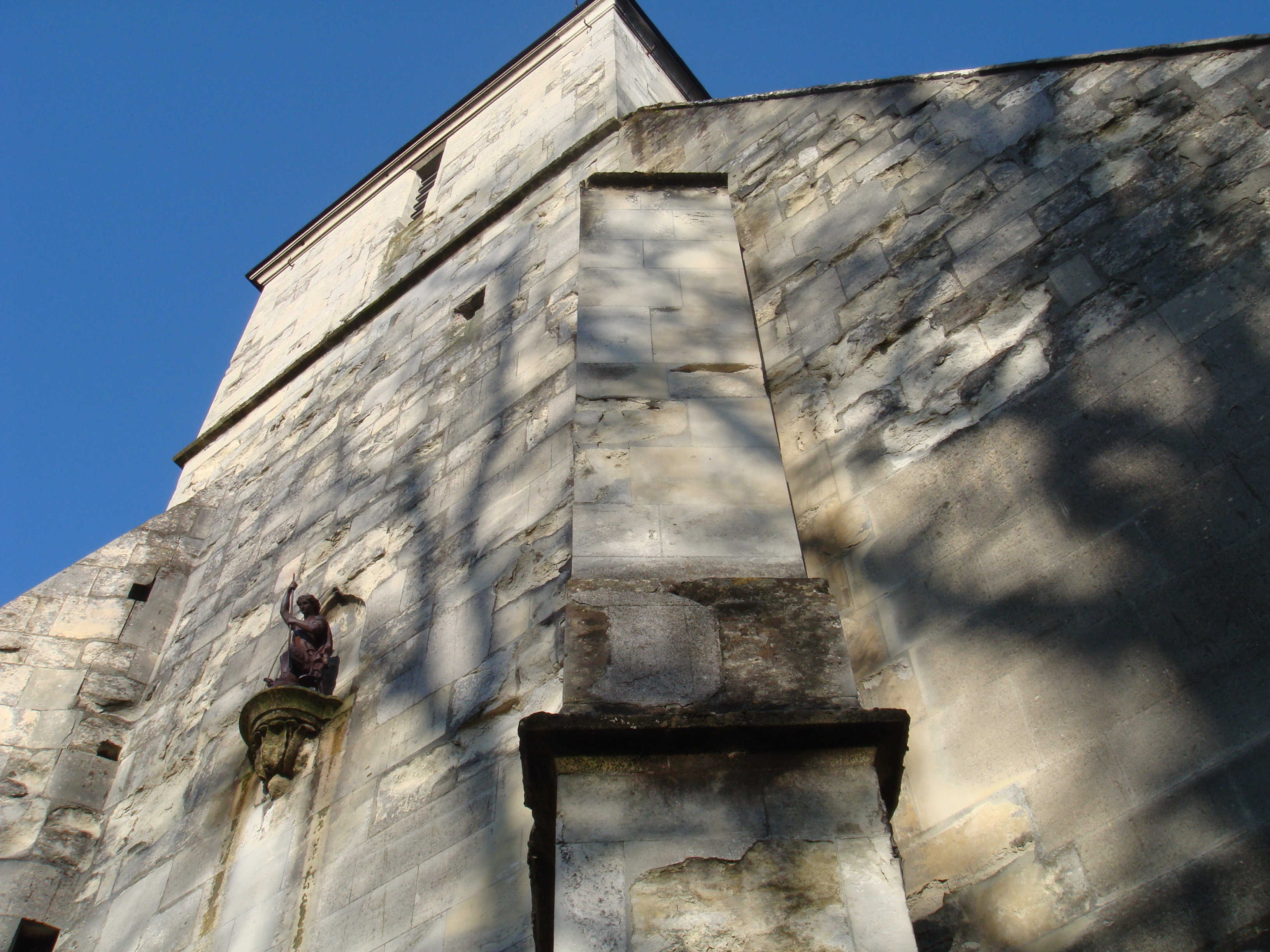
Façade de la tour, soutenue par deux contreforts et ornée d'une statue représentant saint Michel terrassant le dragon.
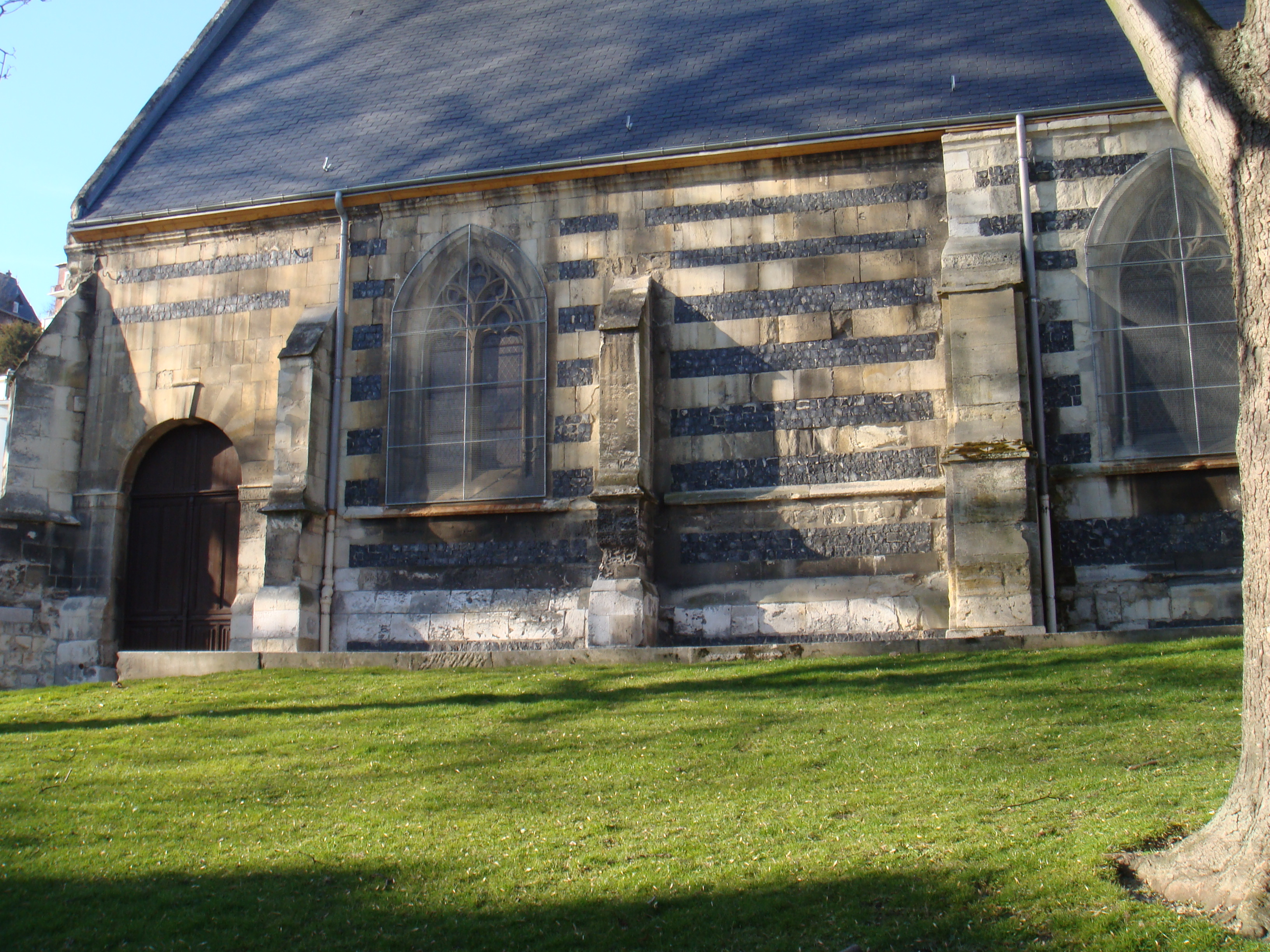
Partie ouest de la façade méridionale, le clocher et le portail principal en plein cintre.
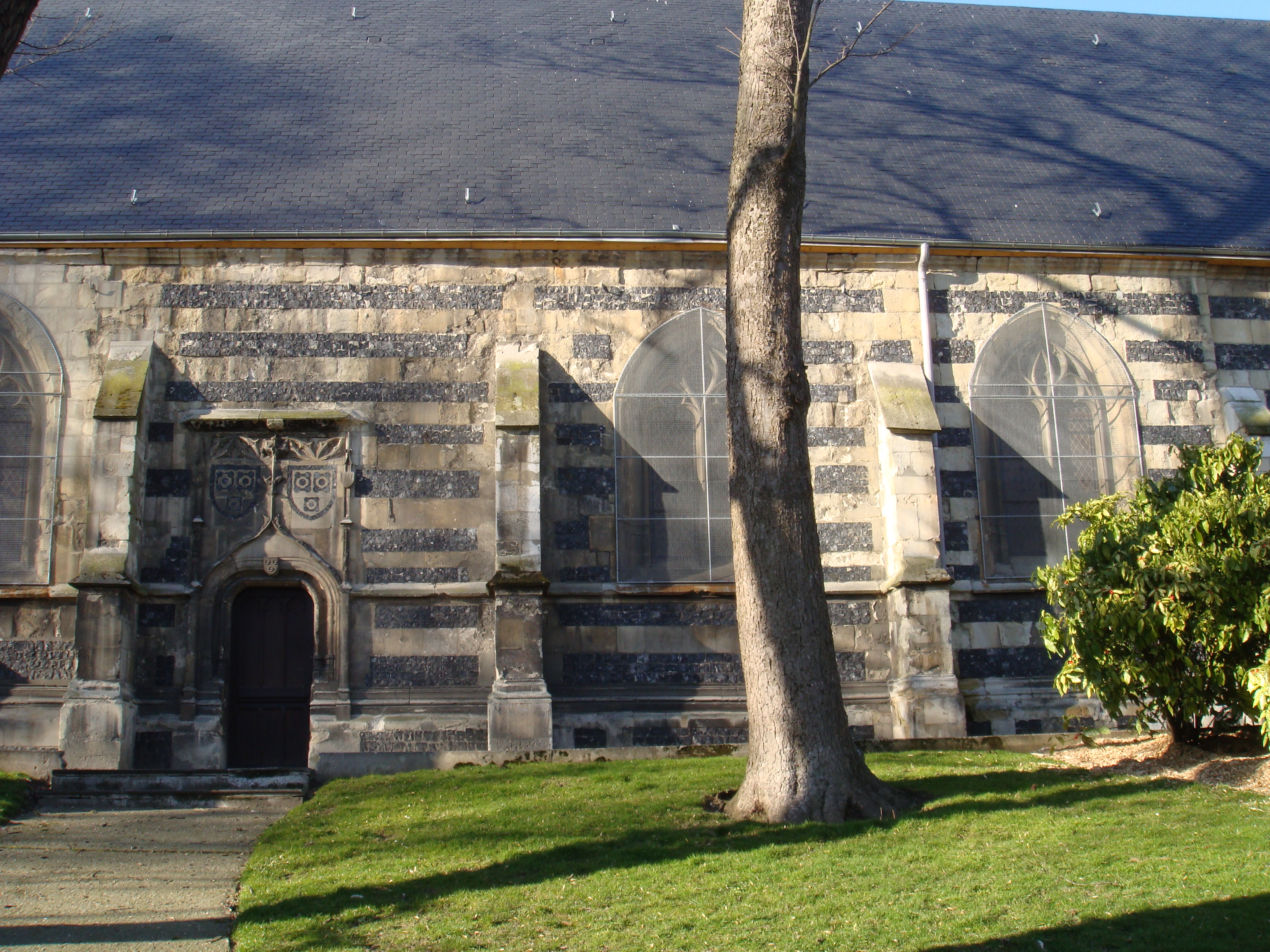
Centre de la façade méridionale et le petit portail gothique, avec un arc brisé, et, au-dessus, décoré des armes du Seigneur de Graville, « blason de gueules à trois fermeaux d'or, deux et un, appuyés sur l'autre, symbole de la dignité d'amiral, avec ces mots : "Arma Ludovic de Gravilla, Archimarini Francise".»).
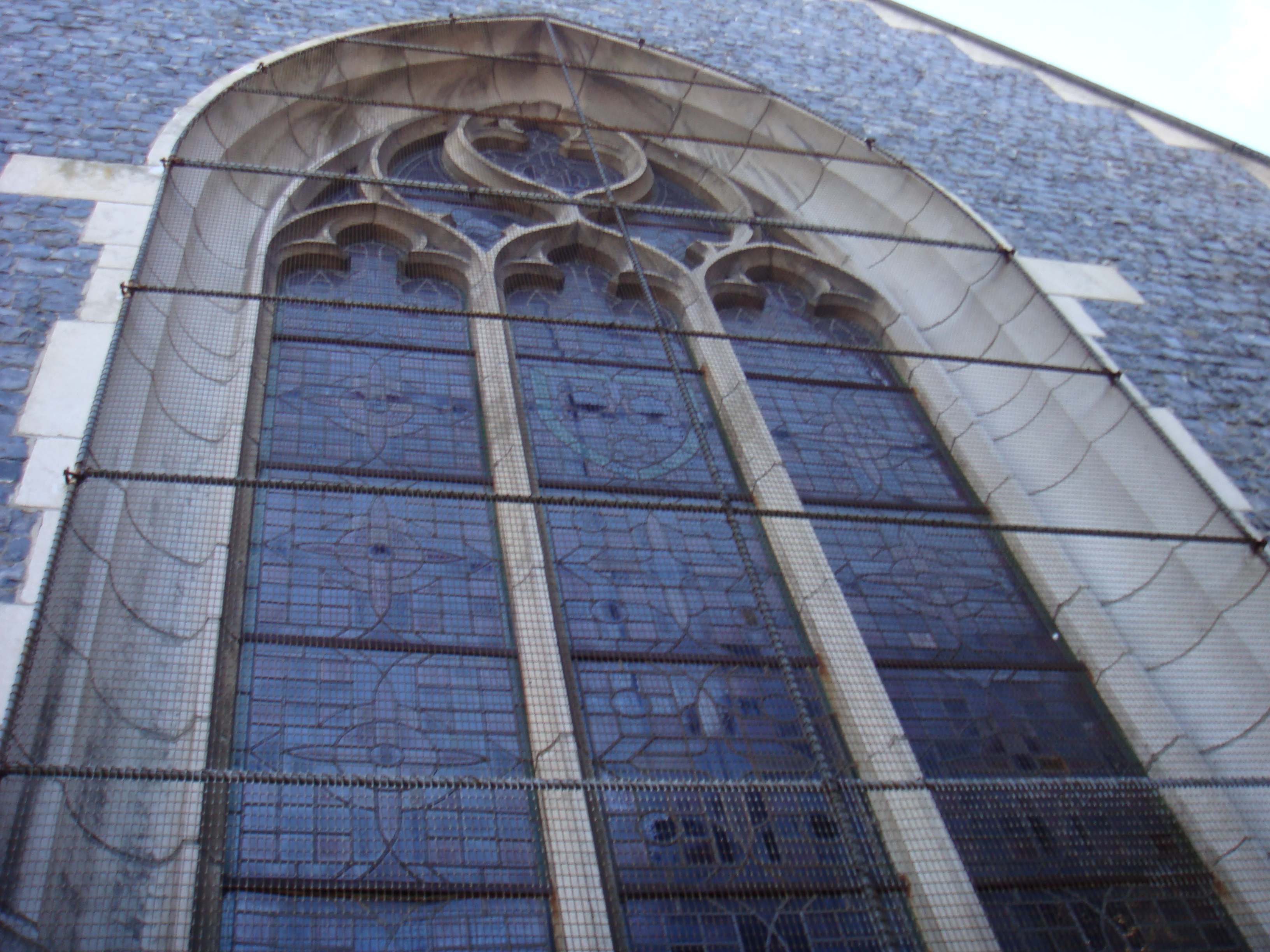
Grande baie vitrée (à meneau flamboyant) du chevet (plat) de la  chapelle.

## Intérieur
L'église n'est pratiquement composée que d'une nef. La nef est couverte par une voûte en berceau en arc brisé, en bois. Au fond dans l'abside carrée, le mur est percé d'une grande baie flamboyante. Sur le mur nord, un retable classique y est disposé, c'est en fait le retable de l'ancien maître-autel de l'église, qui était positionné dans l'abside. Devant l'entrée, il y a un pilier qui supporte la tour ; en dessous de la tour, il y a une petite voûte en ogive, avec deux cordes : seule la plus grosse des trois cloches (do) a été électrifiée, les deux autres (ré et fa) sont actionnées manuellement.